# تصحیح یک اشتباه
تصحیح یک اشتباه: یهودیان و اعراب در فلسطین/اسرائیل، 1936–1956 (عبری: תיקון טעות: יהודים וערבים בארץ ישראל: ۱۹۳۶–۱۹۵۶‎) کتابی از بنی موریس مورخ اسرائیلی است.
تیکون تائوت مجموعه مقاله‌هایی است که در سال ۲۰۰۰ به زبان عبری توسط ام اود منتشر شد. یکی از مقاله‌ها دربارهٔ مدارک جدید در مورد عملیات حیرام در جنگ اعراب و اسرائیل در سال ۱۹۴۸ تمرکز دارد: در یک تلگراف به تاریخ ۳۱ اکتبر ۱۹۴۸ توسط سرلشکر موشه کارمل در طول عملیات خطاب به تمام فرمانده‌های لشکر و ناحیه تحت فرماندهی وی چنین آمده‌است: همه شما می‌توانید بلافاصله و سرعت، سرزمین‌های فتح شده را از تمام عناصر دشمن طبق دستورهای صادر شده پاکسازی کنید. باید به ساکنان کمک کرد تا مناطق فتح شده را ترک کنند.»
به گفته موریس، اشتباه او این بود که آنچه کارمل و دیگران به او گفتند در عملیات حیرام هیچ دستوری مبنی بر اخراج صادر نشده‌است را باور کرد. به دلیل تلگراف ذکر شده در بالا، او خود را موظف دید که کتاب تولد مشکل پناهندگان فلسطینی، ۱۹۴۷–۱۹۴۸ خود را با این مقاله تصحیح کند.